# تاريخ التاكا

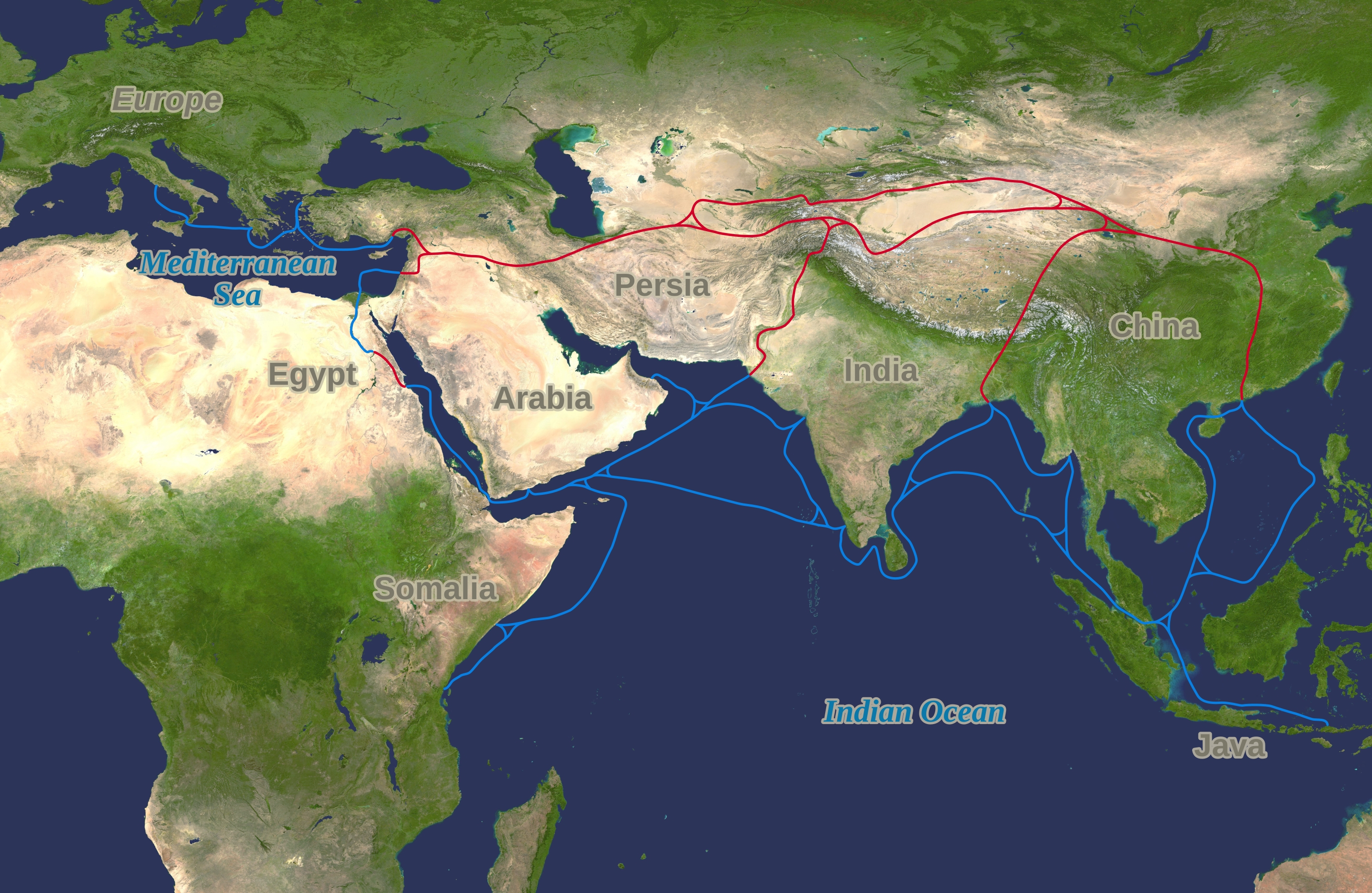
تم استخدام التاكا على طريق الحرير في الهيمالايا، وخاصة بين التبت ونيبال

التاكا، المعروف أيضًا باسم التانكا أو التانغكا، أحد العملات التاريخية الرئيسية في آسيا، وخاصة في شبه القارة الهندية والتبت. طُرح في القرن 14 وأصبح عملة طريق الحرير. يرتبط تاريخه ارتباطًا وثيقًا بالتاريخ والثقافة الإسلامية في العصور الوسطى لشبه القارة الهندية.
يُعتبر في العصر الحديث التاكا البنغلاديشي إرثًا من التاكا التاريخية، إذ كانت البنغال معقل هذه العملة. ونُقش بالعديد من اللغات في مختلف المناطق، بما في ذلك السنسكريتية، العربية، الفارسية، الهندوستانية، البنغالية، النيبالية، التبتية والماندرينية.

## علم أصول الكلمات

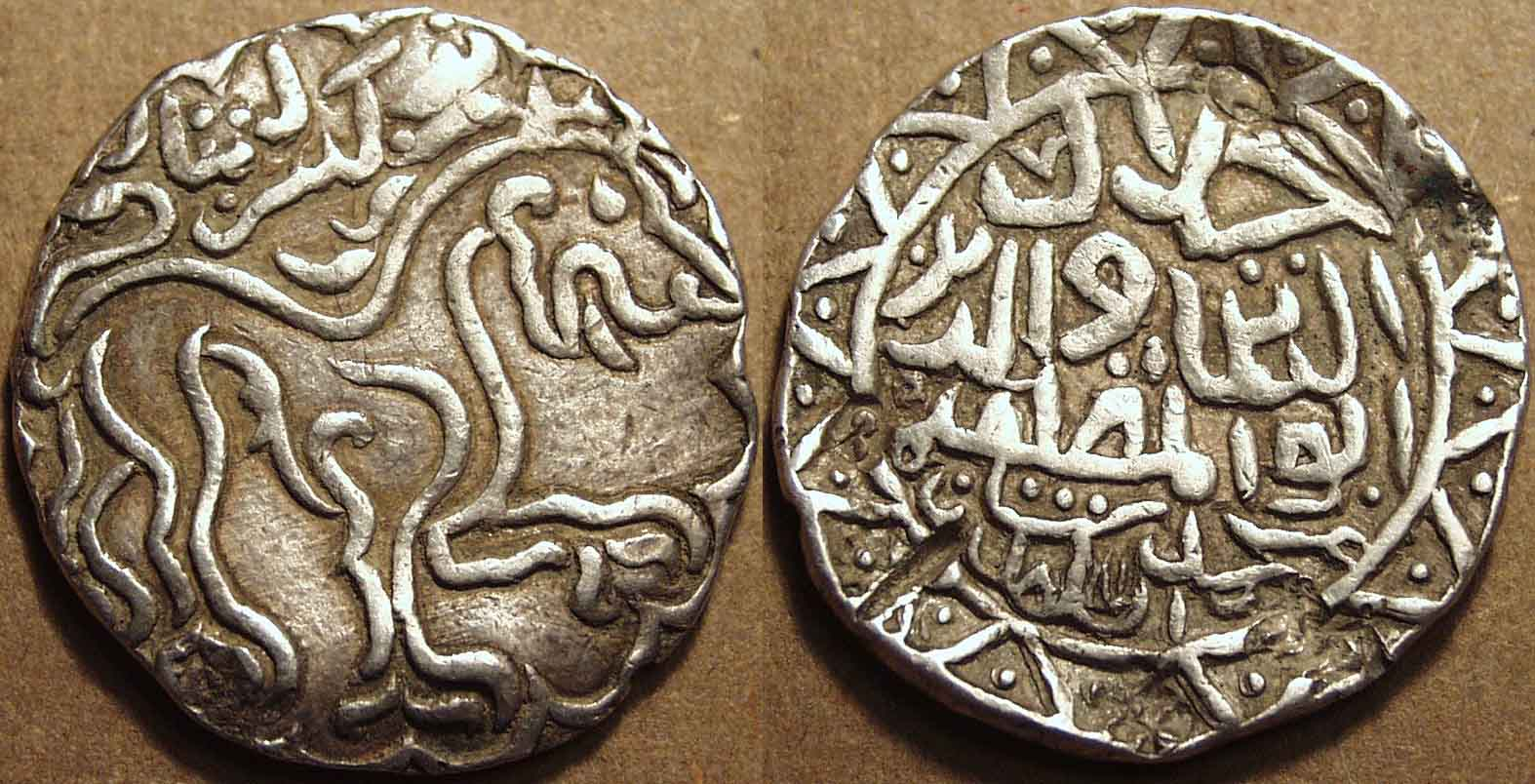
تانكا فضية (تاكا) لجلال الدين ، سلطنة البنغال ، تصور أسدًا، القرن الخامس عشر.

وفقًا لقاموس التراث الأمريكي للغة الإنجليزية والموسوعة البنغالية، جاءت كلمة تاكا من الكلمة السنسكريتية تانكاه.

الكلمة الروسية denga مستعارة من التتارية (راجع: Chagatay :täŋkä؛ القازاقية: teŋgä؛ المنغولية: teŋge؛ 
). من المقترحات الأخرى المُقدمة: الفارسية الوسطى: dāng، الفارسية الجديدة: dānag ('عملة')، في حين رأى مؤلفون آخرون أن الكلمة قريبة من الكلمة التركية tamga ('علامة، طابع').

## مقدمة في شمال الهند
أسس السلطان شمس الدين التتمش (1210-1235م) عملة سلطنة دلهي، مستعينًا بعناصر من المستوطنين المسلمين والهنود الأصليين. كانت الوحدات الأساسية هي التنكة الفضية، التي يزن كل تولة منها 96 راتي (11.2 غرام). تألف التنكة من 48 مليار جيتال، كل منها راتي فضة ممزوج بالنحاس، يزن إجماليها حوالي 3.5 غرام. تحمل التنكات الفضية التي سُكت في دلهي اسم الخليفة المنتصر وألقاب التتمش، وعادةً السلطان الأعظم (السلطان العظيم جدًا)، بينما يحمل الوجه الآخر إما الشهادة، لا إله إلا الله محمد رسول الله ("لا إله إلا الله. محمد رسول الله") أو الأسطورة في عهد الإمام (في زمن الإمام). في ظل الإصلاحات النقدية لشاه محمد بن تغلق، صُممت التنكات على أنها عملة تمثيلية، وهو مفهوم رائد كعملة ورقية من قِبل المغول في الصين وبلاد فارس. سُكت تنكات تغلق من النحاس والبرونز. استُبدلت قيمتها باحتياطيات الذهب والفضة في الخزانة الإمبراطورية. قُدمت العملة بسبب نقص المعادن. بمرور الوقت، سُكَت التانكا بالفضة. إلا أن الفوضى أعقبت إطلاقها في القرن الرابع عشر، مما أدى إلى انهيار سلالة تغلق. خلفت سلالة تغلق العديد من الدول الإقليمية، ولا سيما سلطنة البنغال، سلطنة بهمني وسلطنة غوجارات. استمرت هذه الممالك في سك العملة الجديدة باسم حكامها. حتى في وقت لاحق في عهد الإمبراطورية المغولية الحديثة المبكرة، كانت العملات الإقليمية لا تزال تُسمى تانكا/تانغكا/تاكا.

## أراكان
انتشر تانكا البنغال على نطاق واسع في مملكة مراوك يو (ميانمار حاليًا) في القرنين 16 و17، عندما كانت دولة تابعة لسلطنة البنغال.

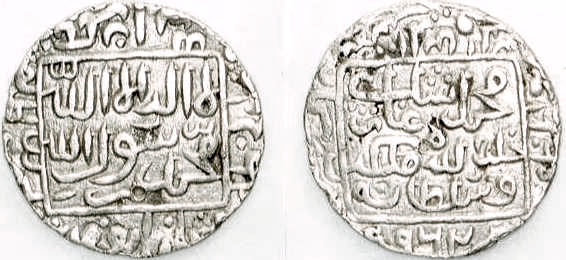
تانكا فضية من أراكان مكتوب عليها بخط فارسي عربي

## بنغلاديش
التاكا البنغلاديشية هي عملة بنغلاديش الحديثة. طُرح التاكا رسميًا عام 1972 من قِبل بنك بنغلاديش ليحل محل الروبية الباكستانية عند سعر الصرف الأصلي بعد انتهاء حرب تحرير بنغلاديش، وتُنتجه شركة الطباعة الأمنية البنغلاديشية. يحمل التاكا البنغلاديشية الرمزين ৳ وTk.

## البنغال
يساوي التاكا تقليديًا روبية فضية واحدة في البنغال الإسلامية. في عام 1338، لاحظ ابن بطوطة أن التاكا الفضية كانت العملة الأكثر شيوعًا في المنطقة بدلاً من الدينار الإسلامي. في عام 1415، لاحظ أعضاء حاشية الأدميرال تشنغ خه أيضًا هيمنة التاكا. كانت العملة أهم رمز للسيادة لسلطان البنغال. أنشأت سلطنة البنغال ما لا يقل عن 27 دار سك عملات في عواصم المقاطعات في جميع أنحاء المملكة.

استمر إصدار التاكا في البنغال المغولية، التي ورثت إرث السلطنة. ومع ازدهار البنغال واندماجها في الاقتصاد العالمي تحت الحكم المغولي، حلت التاكا محل العملات الورقية في المناطق الريفية، وأصبحت العملة القانونية الموحدة. كما استُخدمت في التجارة مع شركة الهند الشرقية الهولندية، شركة الهند الشرقية الفرنسية، شركة الهند الشرقية الدنماركية، وشركة الهند الشرقية البريطانية.

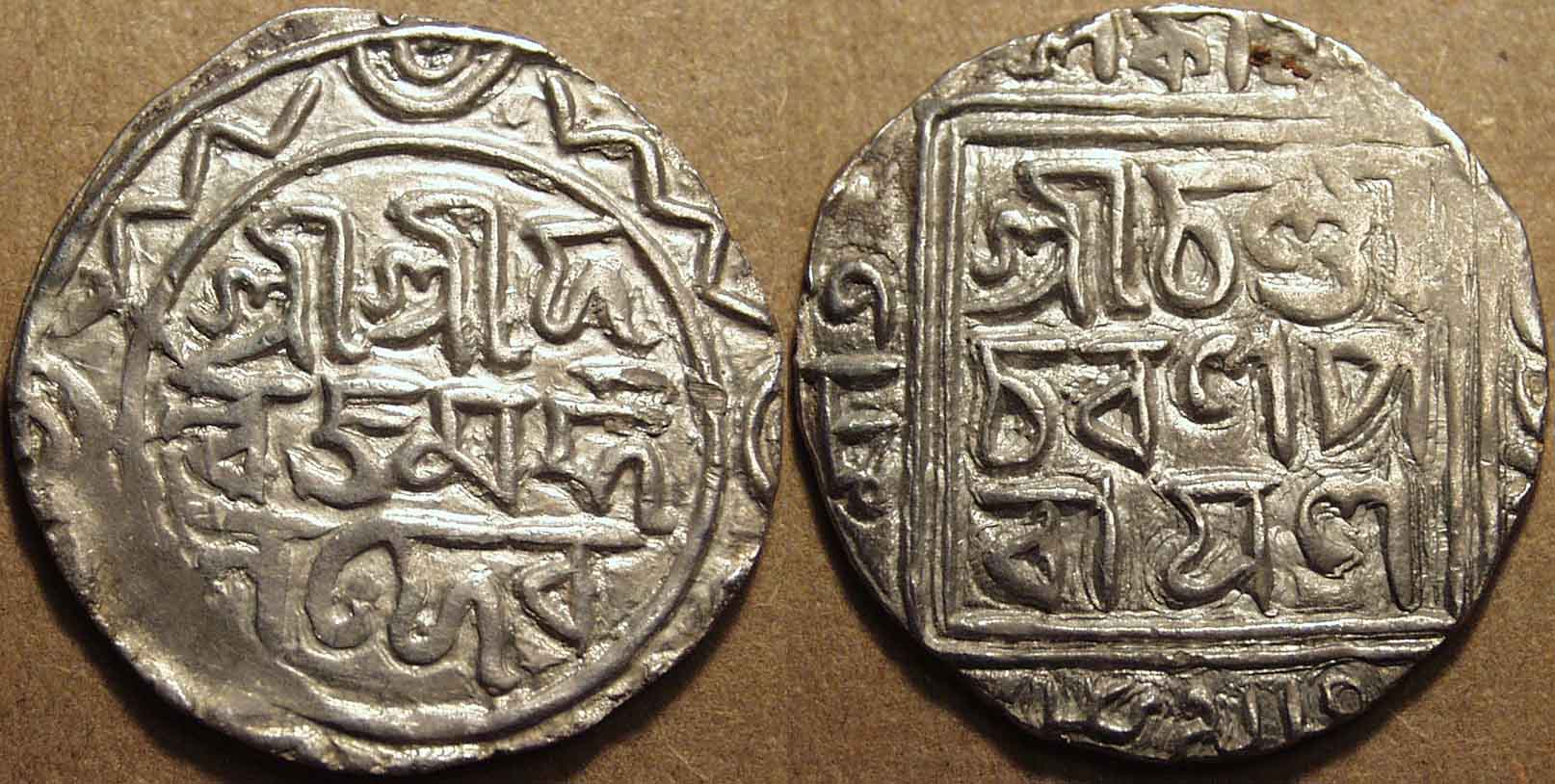
تاكا فضية لراجا غانيشا مكتوبة بالخط البنغالي
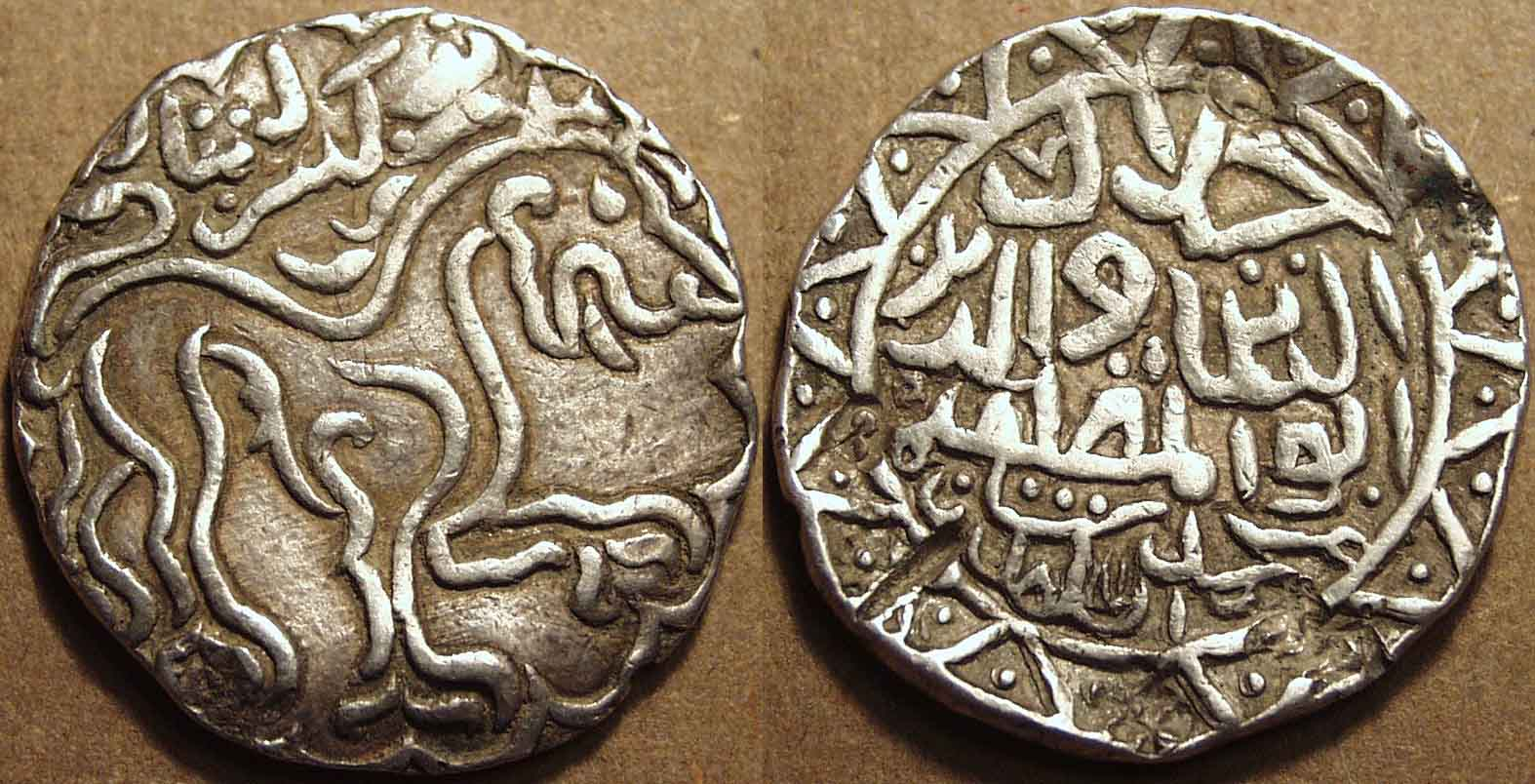
تاكا فضية لجلال الدين محمد شاه مكتوب عليها بخط عربي ورمز أسد

## الهند الشرقية
في أوديشا في القرن 14، استخدمت السجلات الكتابية مصطلحات مثل فيندي-تانكا (الفضة المخلوطة) وساسوكاني-تانكا (السبائك). انتشر التانكا إلى المنطقة من سلطنة دلهي خلال النصف الأول من القرن 13. وظل قيد الاستخدام الحالي لفترة طويلة، كما يتضح من نقوش جانجا وسورفامشيس.

## نيبال
طُرِحَ معيار التانكا في وادي كاتماندو المزدهر في جبال الهيمالايا (نيبال تحديدًا) في القرن السادس عشر. صُمم على غرار عملة دلهي، البنغال وإمبراطورية المغول. أما التانكا النيبالية، فكانت عملة فضية مُخفضة القيمة سُكت بوزن 1000غرام بفئات صغيرة: 1⁄4، 1⁄32، 1⁄123 و1⁄512. قدمه الملك إندرا سيمها.

## باكستان
حتى عام 1971، تحمل الروبية الباكستانية الحالية نقوشًا ثنائية اللغة باللغتين الأردية والبنغالية، كانت تُسمى الروبية والتاكا. ولعبت حركة اللغة البنغالية دورًا حاسمًا في ضمان الاعتراف بالتاكا في شرق باكستان.

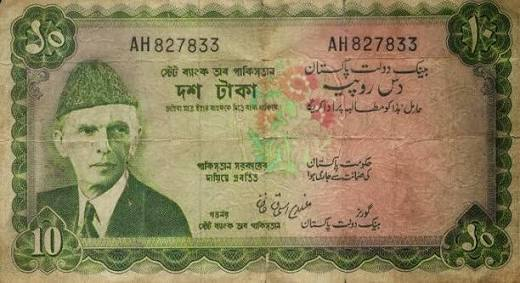
ورقة نقدية باكستانية مكتوبة بالخط البنغالي بقيمة 10 تاكا

## جنوب الهند
سُكَت التانكا على نطاق واسع في هضبة الدكن، بما في ذلك سلطنة الدكن ومقاطعات المغول. في سلطنة برار وبرار صبح، 1 عملة تانكا براري تُعادل ثمانية تانكات دلهي.

## التبت
كانت التانغكا التبتية عملة رسمية في التبت لثلاثة قرون. أدخلها تجار لاسا نيوار القادمون من نيبال في القرن 16. استخدم التجار التانغكا النيبالية على طريق الحرير. بدأت الحكومة التبتية بسك التانغكا في القرن الثامن عشر. سُك أول تانغكا تبتية عام 1763/1764. سلالة تشينغ الصينية، صاحبة السيادة على التبت، أُسست دور سك العملة في المنطقة في عام 1792. حملت التانغكا الصينية التبتية نقوشًا باللغة الصينية.

صدرت الأوراق النقدية بين عامي 1912 و1941 في فئات 5، 10، 15، 25 و50 تانغكا.

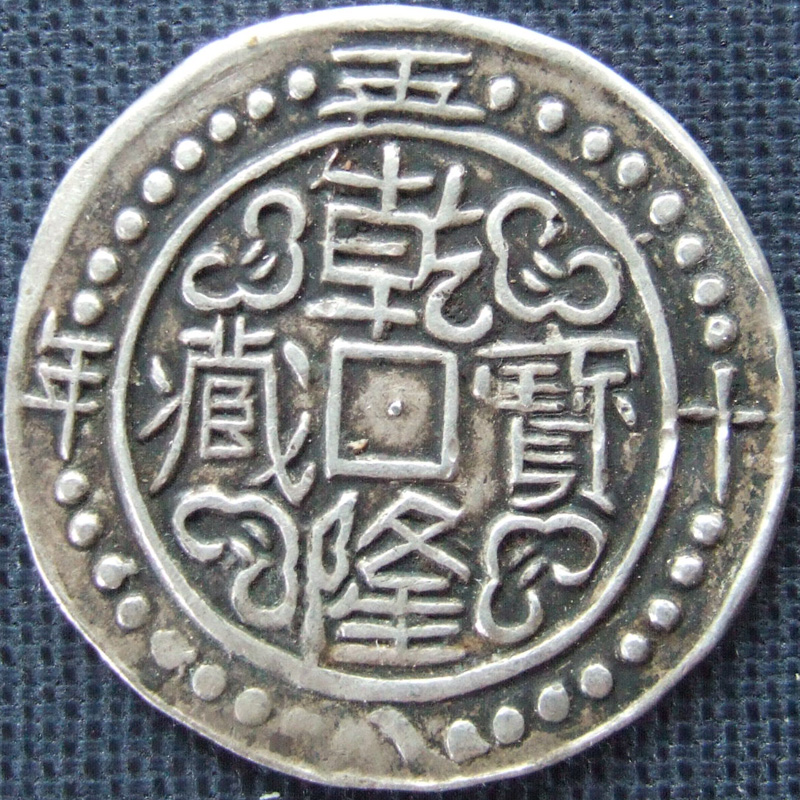
تانكا التبتية التي سكتها أسرة تشينغ
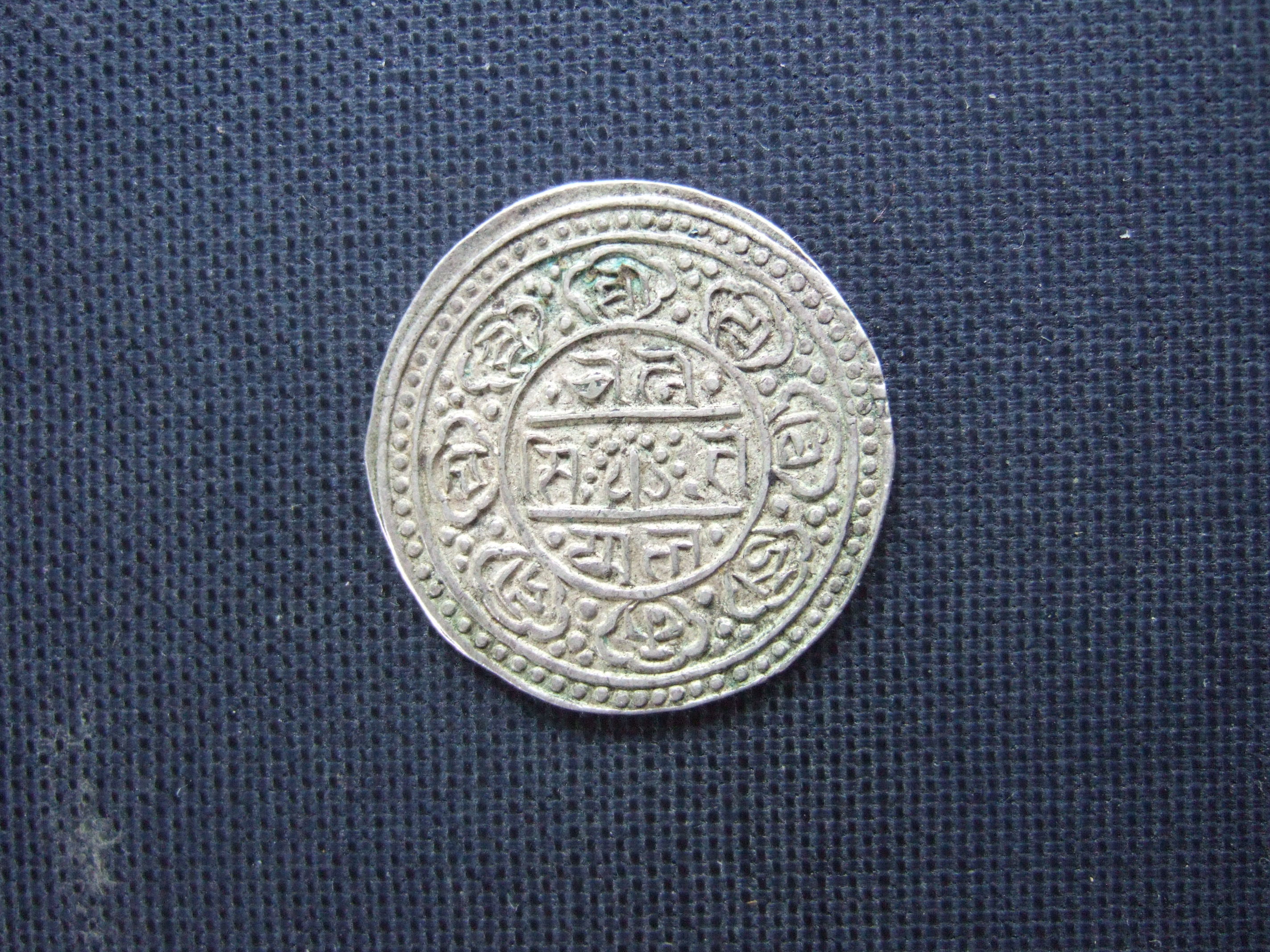
التانغكا التبتية مكتوبة بخط رانجانا
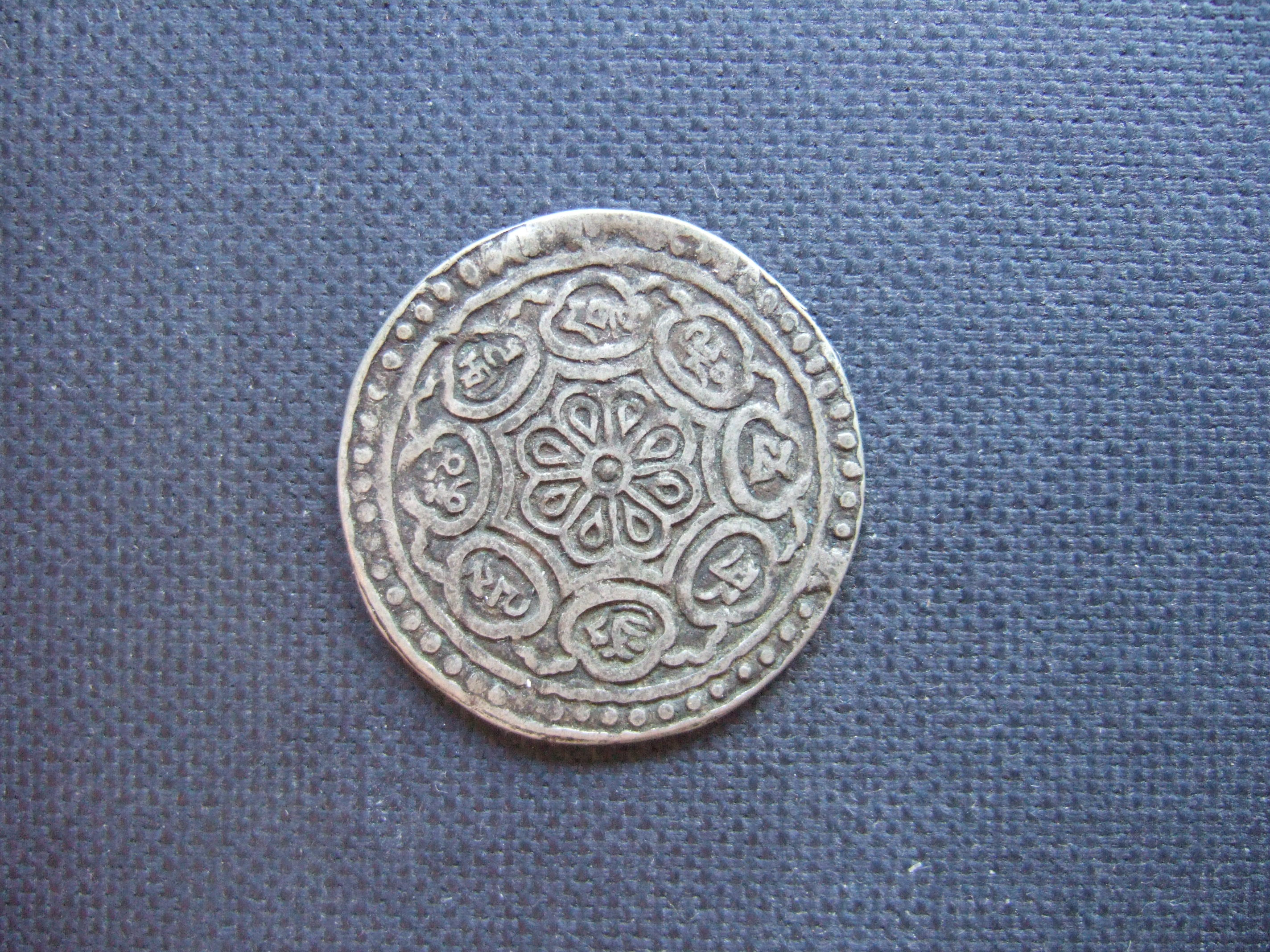
غادن تانغكا، الذي تم استخدامه حتى عام 1948

## غرب الهند
في القرن الخامس عشر، بدأت سلطنة غوجارات، الواقعة على الساحل الغربي لشبه القارة الهندية، بسك التانكا الفضية. وكانت رمزًا لسيادة سلالة المظفرين في غوجارات.

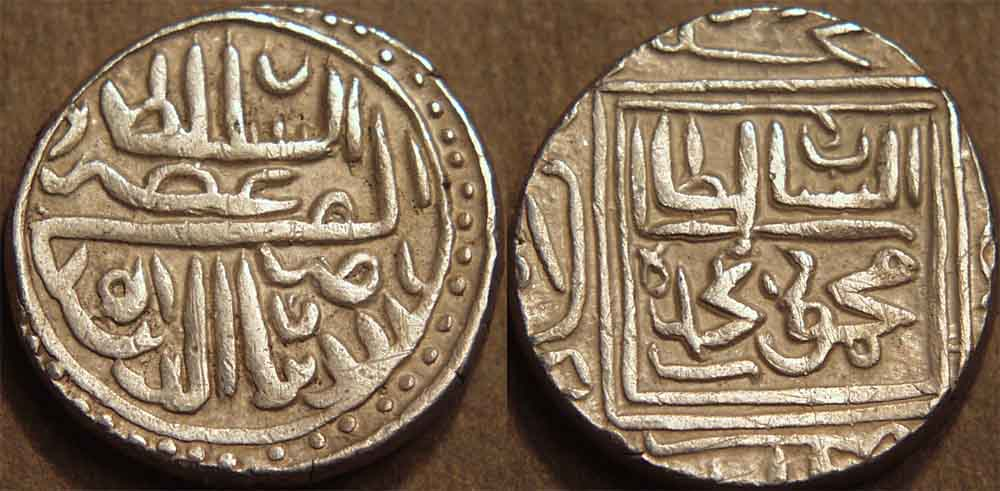
تانكا فضية بالخط الفارسي العربي (نصر الدين محمود شاه الأول في عهده)
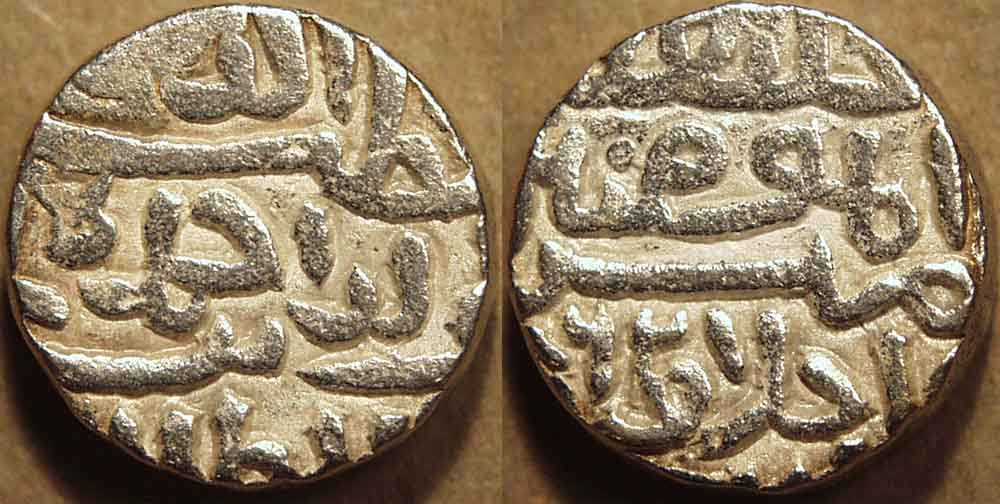
تانكا فضية مكتوبة بالخط الفارسي العربي (عهد أحمد شاه)
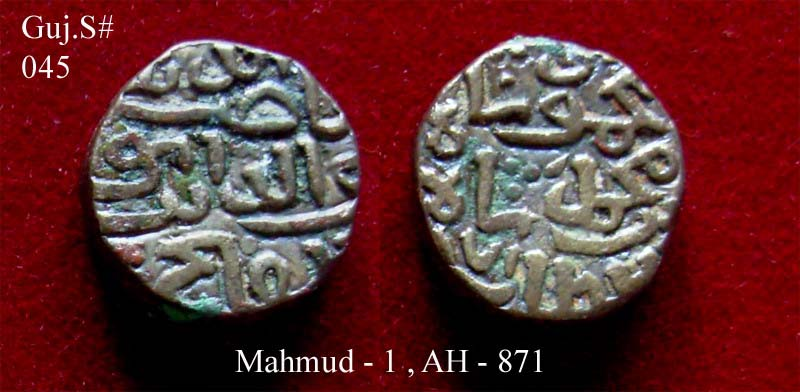
تانكا النحاس المبكرة